# Enni Rukajärvi
Enni Eriika Rukajärvi (* 13. Mai 1990 in Kuusamo) ist eine finnische Snowboarderin. Sie startet in den Freestyledisziplinen.

## Werdegang
Rukajärvi nimmt seit 2007 an Wettbewerben der Ticket to Ride World Snowboard Tour teil. Ihren ersten internationalen Erfolg erreichte sie bei den Snowboard-Juniorenweltmeisterschaften 2008 in Valmalenco. Dort gewann sie Bronze im Big Air. Im April 2008 wurde sie finnische Meisterin in Slopestyle. Dies wiederholte sie ein Jahr später und gewann ebenfalls den Halfpipewettbewerb. In der Saison 2009/10 siegte sie im Slopestyle beim Pleasure Jam in Schladming, beim Roxy Chicken Jam Europe in Saalbach, bei den Burton European Open 2010 in Laax, bei den Burton Canadian Open in Calgary und beim Oakley Girlsessions in Ruka. Sie beendete die Saison bei der World Snowboard Tour auf den ersten Platz in der Gesamtwertung. Im August 2010 holte sie bei den Snowboard-Juniorenweltmeisterschaften Gold im Big Air und im Slopestyle. In der folgenden Saison gewann sie beim Horsefeathers Pleasure Jam 2010, bei den Burton US Open und bei den Winter-X-Games 2011 im Slopestylewettbewerb. Bei der WM 2011 in La Molina erreichte sie die Goldmedaille im erstmals ausgetragenen Slopestyle-Wettbewerb. Im Januar 2012 holte sie Silber im Slopestyle bei den Winter-X-Games 2012. 2012 wurde sie finnische Meisterin im Slopestyle. In der Saison 2012/13 gewann sie beim Burton High Fives 2012 in Neuseeland, sowie im FIS-Weltcup siegte sie im März 2013 in Špindlerův Mlýn und erreichte in Cardrona den zwölften und in Copper Mountain den fünften Rang. Die Saison beendete sie bei der World Snowboard Tour auf dem zweiten Gesamtrang und dem zweiten Platz in der FIS-Slopestylegesamtwertung.
In der folgenden Saison errang Rukajärvi im Slopestyle bei den Burton High Fives in Cardrona und bei der Winter Dew Tour in Breckenridge jeweils den zweiten Platz. Beim Saisonhöhepunkt den Olympischen Winterspielen 2014 im russischen Sotschi gewann Rukajärvi am 9. Februar beim erstmals ausgetragenen Wettbewerb im Slopestyle Silber. Nach Platz zwei im Slopestyle bei der Winter Dew Tour in Breckenridge zu Beginn der Saison 2014/15, errang sie im Januar 2015 bei den Winter-X-Games 2015 den sechsten Platz und bei den Burton European Open in Laax den dritten Platz im Slopestyle. Im folgenden Monat wurde sie beim U.S. Snowboarding Grand Prix in Mammoth ebenfalls Dritte im Slopestyle. Bei den Snowboard-Weltmeisterschaften 2016 in Yabuli gewann sie im Slopestyle und im Big Air jeweils die Silbermedaille. Im April 2016 wurde sie finnische Meisterin im Slopestyle und im Big Air. Nach Platz zwei im Big Air beim U.S. Snowboarding Grand Prix und Weltcup in Copper Mountain zu Beginn der Saison 2016/17, siegte sie jeweils im Slopestyle beim Weltcup auf der Seiser Alm, bei den Laax Open und zugleich Weltcup in Laax und bei der Big-Air-Veranstaltung Air & Style in Innsbruck. Im März 2017 wurde sie bei den X-Games Norway 2017 in Hafjell Vierte im Slopestyle und gewann bei den Snowboard-Weltmeisterschaften 2017 in Sierra Nevada die Silbermedaille im Big Air. Die Saison beendete sie auf dem fünften Platz im Freestyle-Weltcup und auf dem vierten Rang im Slopestyle-Weltcup. Nach jeweils Platz drei beim Air & Style in Peking und im Slopestyle bei der Winter Dew Tour in Breckenridge zu Beginn der Saison 2017/18, holte sie bei den Winter-X-Games 2018 in Aspen die Bronzemedaille im Slopestyle und bei den X-Games Norway 2018 in Fornebu die Bronzemedaille im Big Air. Bei den Olympischen Winterspielen 2018 in Pyeongchang gewann sie am 12. Februar die Bronzemedaille im Slopestyle. Im Big Air Wettbewerb errang sie dort den 16. Platz.
Nach Platz drei bei der Winter Dew Tour in Breckenridge im Slopestyle zu Beginn der Saison 2018/19, holte Rukajärvi bei den Winter-X-Games 2019 die Bronzemedaille im Slopestyle. Zudem wurde sie dort Vierte im Big Air und bei den folgenden Weltmeisterschaften in Park City Zehnte im Slopestyle. Im April 2019 siegte sie in Ruka bei den finnischen Meisterschaften im Slopestyle und im Big Air. In der Saison 2019/20 holte sie im Big Air in Cardrona ihren vierten Weltcupsieg und errang damit den sechsten Platz im Big-Air-Weltcup. Zudem wurde sie bei den Winter-X-Games 2020 Achte und bei den Burton US Open Vierte im Slopestyle und bei den X-Games Norway 2020 in Hafjell jeweils Siebte im Slopestyle und Big Air. In der folgenden Saison errang sie beim Weltcup in Aspen den dritten Platz im Slopestyle und erreichte den 11. Platz im Freestyle-Weltcup. Beim Saisonhöhepunkt, den Snowboard-Weltmeisterschaften 2021, belegte sie den 17. Platz im Big Air und den vierten Rang im Slopestyle. Im folgenden Jahr kam sie bei den Olympischen Winterspielen in Peking auf den 22. Platz im Big Air und auf den siebten Rang im Slopestyle.

## Sportliche Erfolge

### Olympische Spiele
| Datum         | Ort         | Disziplin  | Platz |
| ------------- | ----------- | ---------- | ----- |
| Feb. 2014     | Sotschi     | Slopestyle | 2     |
| 22. Feb. 2018 | Pyeongchang | Slopestyle | 3     |

### Weltcupsiege
| Nr. | Datum           | Ort             | Disziplin  |
| --- | --------------- | --------------- | ---------- |
| 1.  | 16. März 2013   | Špindlerův Mlýn | Slopestyle |
| 2.  | 20. Januar 2017 | Laax            | Slopestyle |
| 3.  | 27. Januar 2017 | Seiser Alm      | Slopestyle |
| 4.  | 24. August 2019 | Cardrona        | Big Air    |